# مقابر مصطفى كامل
مقابر مصطفى كامل الأثرية تقع هذه المقابر التي تنتمي إلى العصر البطلمي بجوار منطقة مساكن الضباط بمصطفى كامل الإسكندرية. تتكون من أربعة مقابر نحتت جميعها في الصخر. نحتت المقبرتين الأولى والثانية تحت سطح الأرض، أما المقبرة الثانية والثالثة فيرتفع جزء منها فوق سطح الأرض. اكشفت هذه المجموعة من المقابر بالصدفة مابين عامي 1933م و1934م. يرجع تاريخ المقابر إلى أواخر القرن الثالث وأوائل القرن الثاني قبل الميلاد، خصصت كل مقبرة من هذه المقابر لعدة أفراد.

## المقابر

### المقبرة الأولى
يتم الوصول إلى هذه المقبرة عن طريق سلم عريض منحوت في الصخر يؤدي إلى فناء مربع الشكل وتحيط به عدة باكيات تحملها أنصاف أعمدة ...
وعلى جوانب الفناء وزعت عشرة غرف .. وهي إما على الفناء مباشرة أو متصلة به .وفي الجانب الشمالي للفناء حجرتان كبيرتان وحجرة صغيرة.والجانب الشرقي للفناء به ثلاث حجرات ...
وفي الجانب الجنوبي ثلاث حجرات أخرى تقع على شرفة تؤدي إلى الحجرة الرئيسية للمقبرة وهي حجرة الدفن ..وفي الجانب الغربي للفناء ثلاث فتحات لمقابر منحوتة في الصخر .والجزء الجنوبي من الفناء هو أكثر الأجزاء زخرفة ..وبواجهته ثلاثة أبواب ملونة بألوان زاهية يعلو الأوسط منها لوحة ملونة تمثل منظراً لتقديم القرابين تقوم به سيدتان تتوسطان ثلاثة فرسان بالتبادل .. وعلي جانبي كل باب قاعدتان تحملان تمثالين لأبي الهول .
والحجرة الجنائزية الرئيسية بها تابوت على شكل سرير وعلى بابها كتبت قائمتان بأسماء يونانية وهي إما لزوار المقابر أو للأشخاص الذين دفنوا بها .

### المقبرة الثانية
بها سلم محفور في الصخر يؤدي إلى فناء هذه المقبرة ..
والفناء مربع الشكل والجانب الجنوبي لهذا الفناء تشغله واجهة بها عمودان ..
يليها حجرة على كل جانب من جانبيها الأيمن والأيسر فتحتان كل منهما تحوي مقبرتين الواحدة تعلو الأخرى ..
والحجرة الثانية بمثابة صالة لإقامة الصلوات وبها مصطبتين كبيرتين حفرت فوق كل منهما عدة فتحات للدفن .. وفي نهاية هذه الحجرة حجرة صغيرة وجد بداخلها مائدة كانت تقدم عليها القرابين .. وقد بنيت من قطع حجرية وكسيت بطبقة من الجص وبألوان تشبه الرخام.. وفي نهاية هذه الحجرة يوجد بقايا السرير الجنائزي .. ولا يزال على الإفريز العلوي للسرير مسمار من النحاس كانت تعلق به أكاليل الزهور وهناك حجرة في الجزء الغربي من الفناء بها تابوت على هيئة سرير عليه رسومات بألوان زاهية جميلة تمثل سيدات وزهور وعربات يقودها آلهة الحب .. وفي الجانب الشمالي الغربي حجرة صغيرة بها بئر .

### المقبرة الثالثة

فناء المقبرة الأولى، موقع مصطفى كامل الأثري، الإسكندرية، مصر

هذه المقبرة أكثر تهدما من المقبرتين السابقتين .وكانت في مستوى أعلى منهما .والمقبرة بها سلم ينتهي من أسفل بمقعد مستطيل ملتصق بالحائط الجنوبي للفناء ..وهذا الفناء مربع الشكل تقريبا وبأرضيته حوضان كبيران أعدا لزرع الزهور .وفي الجزء الشمالي من الفناء بابان صغيران يؤديان إلى سلمين صغيرين ..وفي واجهته أربعة من أنصاف الأعمدة .. امامهما ممر مرتفع .وحجرة الدفن يوجد في نهايتها سرير جنائزي منحوت في الصخر عليه بقايا نقوش بارزة كانت ملونة باللون الأحمر .الجزء الجنوبي للفناء عبارة عن صالة مستطيلة تؤدي إلي حجرة صغيرة .وفي هذا الجزء من المقبرة كان أهل الميت يجتمعون لإقامة الصلوات .

### مقبرة الرابعة
تقع إلى الشمال من المقبرة السابقة في اتجاه البحر .. وتختلف في تصميمها عن المقابر الأخرى
والمقبرة بها سلم يؤدي غلى فناء مربع تحيط به الأعمدة وبكل جانب عمودان اسطوانيان بين عمودين مربعين .وفي وسط الفناء مذبح صغير الشكل ملتصق به في الجهة الجنوبية مقعد صغير ..
وإلى الشمال من هذا المذبح مذبح آخر دائري الشكل .. والحجرات موزعة على جوانب الفناء ..
وقد تهدم الجزء الغربي من هذه المقبرة تماماً